# 하얀 성

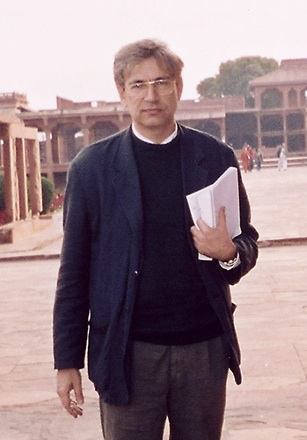

하얀 성(튀르키예어: Beyaz Kale, 영어: The White Castle)은 1985년 발표된 오르한 파무크의 소설이다.